# Projekt 58
Das Projekt 58 (nach NATO-Codename als Kynda-Klasse bezeichnet) war eine Klasse von vier Lenkwaffenkreuzern der sowjetischen und russischen Marine. Als CG (englisch Cruiser Guided-missiles) klassifiziert, gehörten diese Schiffe zu den ersten ihrer Klasse.

## Geschichte
Mit der Entwicklung von Projekt 58 wurde 1956 parallel zum Auftrag im OKB-52 begonnen, die SS-N-3 Shaddock zu entwickeln, welche die Hauptbewaffnung des Projekts 58 darstellen sollte. Die vier Einheiten wurden 1960–1961 auf Kiel gelegt.

## Konstruktion

### Bewaffnung
Projekt 58 war die erste sowjetische Raketenkreuzerklasse und eine der ersten Schiffsklassen, welche für die Seezielbekämpfung durch Seezielflugkörper ausgelegt war. Dafür waren zwei SM-70-Vierfachstarter für SS-N-3B Shaddock mit zwei Magazinen für je vier weitere Lenkflugkörper verbaut. Auf dem Vorschiff befand sich ein Doppelstarter für das SA-N-1 Goa-Flugabwehrraketen-System mit einem Magazin für 16 Flugabwehrraketen. Gegen See-, Land- und Luftziele standen zwei AK-726-Zwillingsgeschütze (Kaliber 76 mm) zur Verfügung. Anfang der 1980er-Jahre wurden die Grosny und Warjag mit vier Nahbereichsverteidigungssystemen AK-630 (Kaliber 30 mm) nachgerüstet. Für die U-Jagd waren zwei RBU-6000 sowie zwei dreirohrige Torpedowerfer (Kaliber 533 mm) vorhanden. Die Torpedos konnten auch gegen Überwasserziele eingesetzt werden.

### Abmessungen und Antrieb
Projekt 58 war mit 142 m Länge, 16 m Breite und 5 m Tiefgang zwar größer als Schiffe der ausgemusterten Fletcher-Klasse oder sonstige Zerstörer und Fregatten, jedoch etwas kleiner als die amerikanische Arleigh-Burke- und Ticonderoga-Klasse. Angetrieben wurden die Schiffe der Kynda-Klasse von insgesamt vier Kesseln und zwei Turbinen, welche eine ungefähre Leistung von 100.000 PS erbringen und die Schiffe auf eine maximale Geschwindigkeit von 35 kn beschleunigen konnten.

### Elektroniksysteme
Auf den Schiffen der Kynda-Klasse waren für die Luftraumüberwachung zwei Head Net A und/oder Head Net A verbaut. Darunter befanden sich ein oder zwei Navigationsradars vom Typ Don-2. Für die Seeraumüberwachung wurden zwei Radars vom Typ Plinth Net verwendet. Die Feuerleitung der SS-N-3 Shaddock wurde durch zwei Scoop Pair-Radars sichergestellt. Die Feuerleitung der SA-N-1 Goa-Flugabwehrraketen erfolgte mit einem Peel Group-Radargerät und die der AK-726-Geschütze mit einem Owl Screech-Radar. Für die nachgerüsteten AK-630-Geschütze wurden zwei Bass Tilt-Radars verbaut. Weiter waren zwei elektronisch-optische Zielsysteme der Typen Tee Plinth oder Plinth Net vorhanden. Für elektronische Gegenmaßnahmen verfügten die Schiffe über zwei Watch Dog, eine Bell Clout, eine Bell Slam, eine Bell Tap sowie vier Top Hat-ECM-Antennen. Am Bug befand sich ein Mittelfrequenzsonar vom Typ Wolf Paw.

## Einheiten
| Einheit                                                                                                   | Werft                                | Kiellegung       | Stapellauf        | Indienststellung  | Außerdienststellung | Bemerkung         |
| --- | ------------------------------------ | ---------------- | ----------------- | ----------------- | ------------------- | ----------------- |
| Grosny (Грозный)                                                                                          | Werft 190, Leningrad Bau-Nr. 180–183 | 23. Februar 1960 | 26. März 1960     | 30. Dezember 1962 | Juni 1991           | Baltische Flotte  |
| Stereguschtschi (Стерегущий) [bis 1962] Wladiwostok (Владивосто́к) [ab 1964] Admiral Fokin (Адмирал Фокин) | Werft 190, Leningrad Bau-Nr. 180–183 | 5. Oktober 1960  | 19. November 1961 | 28. Dezember 1964 | Juni 1993           | Pazifikflotte     |
| Doblestny (Доблестный) [bis 1962] Admiral Golowko (Адмирал Головко)                                       | Werft 190, Leningrad Bau-Nr. 180–183 | 20. April 1961   | 18. Juli 1962     | 30. Dezember 1964 | 2002                | Schwarzmeerflotte |
| Soobrasitelny (Сообразительный) Warjag (Варяг)                                                            | Werft 190, Leningrad Bau-Nr. 180–183 | 13. Oktober 1961 | 7. April 1963     | 20. August 1965   | April 1990          | Pazifikflotte     |